# Spanish International 2003
Die Spanish International 2003 im Badminton fanden in Paracuellos de Jarama, Autonome Gemeinschaft Madrid, vom 29. Mai bis zum 1. Juni 2003 statt. 170 Spieler aus 32 Nationen nahmen an dieser 24. Auflage des Championats teil.

## Sieger und Platzierte
| Disziplin    | Gold                              | Silber                         | Bronze                             |
| ------------ | --------------------------------- | ------------------------------ | ---------------------------------- |
| Herreneinzel | Rasmus Wengberg                   | Przemysław Wacha               | Kasper Fangel                      |
| Herreneinzel | Rasmus Wengberg                   | Przemysław Wacha               | Björn Joppien                      |
| Dameneinzel  | Xu Huaiwen                        | Petra Overzier                 | Karina de Wit                      |
| Dameneinzel  | Xu Huaiwen                        | Petra Overzier                 | Anu Weckström                      |
| Herrendoppel | Mathias Boe Michael Lamp          | Stanislav Pukhov Nikolai Sujew | Joachim Fischer Nielsen Janek Roos |
| Herrendoppel | Mathias Boe Michael Lamp          | Stanislav Pukhov Nikolai Sujew | José Antonio Crespo Sergio Llopis  |
| Damendoppel  | Pernille Harder Mette Schjoldager | Ella Tripp Joanne Wright       | Carina Mette Kathrin Piotrowski    |
| Damendoppel  | Pernille Harder Mette Schjoldager | Ella Tripp Joanne Wright       | Nicole Grether Juliane Schenk      |
| Mixed        | Robert Blair Natalie Munt         | Frida Andreasson Jörgen Olsson | Irina Ruslyakova Alexandr Russkikh |
| Mixed        | Robert Blair Natalie Munt         | Frida Andreasson Jörgen Olsson | Kristof Hopp Kathrin Piotrowski    |

## Resultate
| Disziplin    | Sieger                            | Finalist                       | Ergebnis           |
| ------------ | --------------------------------- | ------------------------------ | ------------------ |
| Herreneinzel | Rasmus Wengberg                   | Przemysław Wacha               | 15–13, 15–11       |
| Dameneinzel  | Xu Huaiwen                        | Petra Overzier                 | 11–4, 11–5         |
| Herrendoppel | Michael Lamp Mathias Boe          | Nikolai Sujew Stanislav Pukhov | 15–4, 15–9         |
| Damendoppel  | Pernille Harder Mette Schjoldager | Ella Tripp Joanne Wright       | 15–10, 12–15, 15–8 |
| Mixed        | Robert Blair Natalie Munt         | Jörgen Olsson Frida Andreasson | 17–16, 15–10       |